# 스도 다이스케
스도 다이스케(일본어: 須藤 大輔, 1977년 4월 25일 ~ )는 일본의 전 축구 선수이자 현 축구 지도자로 과거 미토 홀리호크, 쇼난 벨마레, 반포레 고후, 비셀 고베, 후지에다 MYFC에서 활동했으며 현재 후지에다 MYFC의 감독으로 재직 중이다.

## 어린 시절
1977년 4월 25일 일본 가나가와현 요코하마시에서 태어나 도코 가쿠엔 고등학교와 도카이 대학을 졸업했다.

## 선수 시절
도카이 대학 졸업 후 2000년 미토 홀리호크 입단을 통해 프로에 데뷔하여 2010년 은퇴할 때까지 10년동안 쇼난 벨마레, 반포레 고후, 비셀 고베, 후지에다 MYFC에서 프로 통산 256경기 54골을 기록했다.
특히 2002 시즌에는 J2리그의 쇼난 벨마레 소속으로 22경기 5골을 기록하며 2시즌 연속 J2리그 8위에 그친 팀 순위를 3계단 끌어올리는 역할을 수행했고 2003년부터 2007년까지는 4년동안 반포레 고후에서 통산 146경기 34골을 터뜨리며 J리그 디비전 2 2005 3위 및 차기 시즌 J1리그 승격, 2006 시즌 천황배 8강 진출 등에 기여했으며 2007 시즌 J리그컵에서는 8경기 6골로 득점왕에 오르며 팀의 8강 진출을 이끌었다.

## 지도자 경력
2018년 6월 J3리그의 가이나레 돗토리의 감독으로 부임하며 본격적인 지도자 생활을 시작한 뒤 J3리그 2018 3위의 호성적을 이끌었지만 우승팀인 FC 류큐와 준우승팀인 가고시마 유나이티드에 밀려 차기 시즌 J2리그 승격에 아깝게 실패했고 2019년 1월 31일 돗토리의 감독직에서 물러났다.
그 후 2021년 7월 12일 현역 시절 마지막 친정팀이자 같은 J3리그 소속팀인 후지에다 MYFC의 사령탑으로 부임하여 J3리그 2022 준우승 및 차기 시즌 J2리그 승격을 이끌었고 이에 힘입어 J3리그 2022 올해의 감독에 선정되는 영예를 안았다.

## 수상

### 클럽 (선수)
반포레 고후
- J2리그 : 3위 (2005)

### 클럽 (지도자)
가이나레 돗토리
- J3리그 : 3위 (2018)

후지에다 MYFC
- J3리그 : 준우승 (2022)

### 개인 수상
- J리그컵 득점상 : 2007 (6골)
- J3리그 올해의 감독상 : 2022